# Campeonato Mundial de Atletismo de 2007 - Salto com vara masculino
O salto com vara masculino no Campeonato Mundial de Atletismo de 2007 foi realizada no Estádio Nagai, em Osaka, no Japão, entre os dias 30 de agosto a 1 de setembro de 2007.

## Recordes
Antes desta competição, os recordes mundiais e do campeonato nesta prova eram os seguintes:
| Tipo                  | Atleta        | Altura | Local     | Data                |
| --------------------- | ------------- | ------ | --------- | ------------------- |
|                       | Sergey Bubka  | 6,14   | Sestriere | 31 de julho de 1994 |
| Recorde do campeonato | Dmitri Markov | 6,05   | Edmonton  | 9 de agosto de 2001 |

## Medalhistas
| Ouro              | Prata               | Bronze            |
| Brad Walker (USA) | Romain Mesnil (FRA) | Danny Ecker (GER) |

## Calendário
Todos os horários estão no horário local (UTC+9)
| Data          | Horário | Fase         |
| ------------- | ------- | ------------ |
| 30 de agosto  | 19:35   | Qualificação |
| 1 de setembro | 19:30   | Final        |

## Resultados

### Qualificação
Qualificação: 5,75 m (Q) ou as 12 melhores performances (q).
| Pos. | Grupo | Atleta               | Nacionalidade  | 5.40 | 5.55 | 5.65 | 5.70 | Marca | Notas |
| ---- | ----- | -------------------- | -------------- | ---- | ---- | ---- | ---- | ----- | ----- |
| 1    | A     | Danny Ecker          | Alemanha       | –    | o    | –    | o    | 5.70  | q     |
| 1    | A     | Steven Hooker        | Austrália      | –    | o    | –    | o    | 5.70  | q     |
| 1    | A     | Igor Pavlov          | Rússia         | –    | o    | o    | o    | 5.70  | q     |
| 4    | A     | Yevgeniy Lukyanenko  | Rússia         | o    | o    | xo   | o    | 5.70  | q,    |
| 4    | B     | Denys Yurchenko      | Ucrânia        | –    | xo   | –    | o    | 5.70  | q     |
| 6    | B     | Tim Lobinger         | Alemanha       | –    | xxo  | –    | o    | 5.70  | q     |
| 7    | A     | Brad Walker          | Estados Unidos | –    | o    | –    | xo   | 5.70  | q     |
| 7    | A     | Romain Mesnil        | França         | –    | o    | –    | xo   | 5.70  | q     |
| 9    | A     | Maksym Mazuryk       | Ucrânia        | xo   | o    | o    | xo   | 5.70  | q,    |
| 9    | B     | Björn Otto           | Alemanha       | –    | xo   | –    | xo   | 5.70  | q     |
| 11   | B     | Aleksandr Averbukh   | Israel         | –    | o    | o    | –    | 5.65  | q     |
| 12   | A     | Fábio Gomes da Silva | Brasil         | xo   | xxo  | o    | xxx  | 5.65  | q     |
| 13   | A     | Liu Feiliang         | China          | o    | xxo  | xo   | xxx  | 5.65  |       |
| 14   | A     | Spas Bukhalov        | Bulgária       | –    | o    | xxo  | xxx  | 5.65  |       |
| 15   | A     | Alhaji Jeng          | Suécia         | –    | o    | xxx  |      | 5.55  |       |
| 15   | B     | Jeff Hartwig         | Estados Unidos | o    | o    | xxx  |      | 5.55  |       |
| 15   | B     | Jacob Pauli          | Estados Unidos | –    | o    | –    | xxx  | 5.55  |       |
| 18   | A     | Germán Chiaraviglio  | Argentina      | xxo  | o    | xxx  |      | 5.55  |       |
| 19   | B     | Michal Balner        | Chéquia        | xo   | xo   | xxx  |      | 5.55  |       |
| 20   | B     | Jérôme Clavier       | França         | xo   | xxo  | xxx  |      | 5.55  |       |
| 21   | A     | Andrej Poljanec      | Eslovênia      | o    | –    | x    |      | 5.40  |       |
| 21   | A     | Kevin Rans           | Bélgica        | o    | xxx  |      |      | 5.40  |       |
| 21   | B     | Paul Burgess         | Austrália      | o    | –    | xxx  |      | 5.40  |       |
| 21   | B     | Oleksandr Korchmid   | Ucrânia        | o    | xxx  |      |      | 5.40  |       |
| 25   | B     | Damiel Dossévi       | França         | xo   | xxx  |      |      | 5.40  |       |
| 26   | A     | Robinson Pratt       | México         | xxx  |      |      |      | NM    |       |
| 26   | B     | Giovanni Lanaro      | México         | xxx  |      |      |      | NM    |       |
| 26   | B     | Pavel Prokopenko     | Rússia         | xxx  |      |      |      | NM    |       |
| 26   | B     | Steven Lewis         | Grã-Bretanha   | xxx  |      |      |      | NM    |       |
| 26   | B     | Leonid Andreev       | Uzbequistão    | xxx  |      |      |      | NM    |       |
| 26   | B     | Daichi Sawano        | Japão          | –    | xx–  | x    |      | NM    |       |

### Final
A final ocorreu dia 1 de setembro às 19:30.
| Pos.              | Atleta               | Nacionalidade  | 5.51 | 5.66 | 5.76 | 5.81 | 5.86 | 5.91 | Marca | Notas                |
| ----------------- | -------------------- | -------------- | ---- | ---- | ---- | ---- | ---- | ---- | ----- | -------------------- |
| Medalha de ouro   | Brad Walker          | Estados Unidos | o    | o    | x–   | o    | o    | xxx  | 5.86  |                      |
| Medalha de prata  | Romain Mesnil        | França         | –    | xo   | –    | o    | xo   | xxx  | 5.86  |                      |
| Medalha de bronze | Danny Ecker          | Alemanha       | o    | o    | –    | o    | x–   | xx   | 5.81  |                      |
| 4                 | Igor Pavlov          | Rússia         | xo   | o    | x–   | o    | xxx  |      | 5.81  | Recorde pessoal      |
| 5                 | Björn Otto           | Alemanha       | o    | o    | –    | xo   | –    | xxx  | 5.81  |                      |
| 6                 | Yevgeniy Lukyanenko  | Rússia         | xo   | o    | o    | xo   | xxx  |      | 5.81  | Recorde pessoal      |
| 7                 | Aleksandr Averbukh   | Israel         | –    | o    | –    | xxo  | –    | xxx  | 5.81  | Recorde da temporada |
| 8                 | Tim Lobinger         | Alemanha       | o    | o    | xo   | xxo  | xxx  |      | 5.81  |                      |
| 9                 | Steven Hooker        | Austrália      | o    | –    | o    | –    | xx–  | x    | 5.76  |                      |
| 10                | Fábio Gomes da Silva | Brasil         | o    | xo   | o    | xxx  |      |      | 5.76  |                      |
| 11                | Maksym Mazuryk       | Ucrânia        | o    | xxo  | xxo  | xxx  |      |      | 5.76  | Recorde pessoal      |
| 12                | Denys Yurchenko      | Ucrânia        | o    | xxo  | x–   | xx   |      |      | 5.66  |                      |

Legenda
| Recorde mundial       | Recorde mundial (World record)               |                       | Recorde africano                      | Recorde africano (African) |                                           | Q | Classificado por posição (Qualified) |
| Recorde do campeonato | Recorde do campeonato (Championship record)  | Recorde da América    | Recorde da América (Americas)         | q                          | Classificado por melhor tempo (Qualified) |   |                                      |
| Melhor marca do ano   | Melhor marca do ano (World leading)          | Recorde asiático      | Recorde asiático (Asian)              | DNS                        | Não largou (Did not start)                |   |                                      |
| Recorde nacional      | Recorde nacional (National record)           | Recorde europeu       | Recorde europeu (European)            | DNF                        | Não terminou (Did not finish)             |   |                                      |
| Recorde pessoal       | Recorde pessoal do atleta (Personal best)    | Recorde da Oceania    | Recorde da Oceania (Oceania)          | DSQ / DQ                   | Desclassificado (Disqualified)            |   |                                      |
| Recorde da temporada  | Recorde da temporada do atleta (Season best) | Recorde sul-americano | Recorde sul-americano (South America) | NM                         | Sem marca (No mark)                       |   |                                      |